# ATC (C08)
Jest to część klasyfikacji anatomiczno-terapeutyczno-chemicznej:
- C – Układ sercowo-naczyniowy
  - C 01 – Leki stosowane w chorobach serca
  - C 02 – Leki stosowane w chorobie nadciśnieniowej
  - C 03 – Leki moczopędne
  - C 04 – Leki rozszerzające naczynia obwodowe
  - C 05 – Leki ochraniające ścianę naczyń
  - C 07 – Leki β-adrenolityczne
  - C 08 – Antagonisty kanału wapniowego
  - C 09 – Leki działające na układ renina-angiotensyna
  - C 10 – Leki zmniejszające stężenie lipidów

## C 08 C – Selektywne antagonisty kanału wapniowego działające głównie na naczynia
- C 08 CA – Pochodne dihydropirydyny
  - C 08 CA 01 – amlodypina
  - C 08 CA 02 – felodypina
  - C 08 CA 03 – isradypina
  - C 08 CA 04 – nikardypina
  - C 08 CA 05 – nifedypina
  - C 08 CA 06 – nimodypina
  - C 08 CA 07 – nizoldypina
  - C 08 CA 08 – nitrendypina
  - C 08 CA 09 – lacydypina
  - C 08 CA 10 – nilwadypina
  - C 08 CA 11 – manidypina
  - C 08 CA 12 – barnidypina
  - C 08 CA 13 – lerkanidypina
  - C 08 CA 14 – cylnidypina
  - C 08 CA 15 – benidypina
  - C 08 CA 16 – klewidypina
  - C 08 CA 17 – lewamlodypina
  - C 08 CA 51 – amlodypina z celekoksybem
  - C 08 CA 55 – nifedypina w połączeniach
- C 08 CX – Inne selektywne antagonisty kanału wapniowego działające głównie na naczynia
  - C 08 CX 01 – mibefradyl

## C 08 D – Selektywne antagonisty kanału wapniowego działające bezpośrednio na mięsień sercowy
- C 08 DA – Pochodne fenyloalkiloaminy
  - C 08 DA 01 – werapamil
  - C 08 DA 02 – gallopamil
  - C 08 DA 51 – werapamil w połączeniach
- C 08 DB – Pochodne benzotiazepiny
  - C 08 DB 01 – diltiazem

## C 08 E – Nieselektywne antagonisty kanału wapniowego
- C 08 EA – Pochodne fenyloalkiloaminy
  - C 08 EA 01 – fendylina
  - C 08 EA 02 – beprydyl
- C 08 EX – Inne nieselektywne antagonisty kanału wapniowego
  - C 08 EX 01 – lidoflazyna
  - C 08 EX 02 – perheksylina

## C 08 G – Antagonisty kanału wapniowego w połączeniach z lekami moczopędnymi
- C 08 GA – Antagonisty kanału wapniowego w połączeniach z lekami moczopędnymi
  - C 08 GA 01 – nifedypina w połączeniach z lekami moczopędnymi
  - C 08 GA 02 – amlodypina w połączeniach z lekami moczopędnymi